# Benthana angustata
Benthana angustata là một loài chân đều trong họ Philosciidae. Loài này được Nicolet miêu tả khoa học năm 1849.